# 高元裕
高元裕（774年—850年），本名允中，字景圭，渤海郡蓨縣人，唐朝官員。高少逸之弟。
高元裕出自渤海高氏，凌烟閣功臣高士廉的七世孫，右衛將軍高真行的六世孫，殿中丞、蒲州長史高峻的五世孫，餘杭縣令高迥的玄孫，著作佐郎、崇賢館學士高彪之孫，太原少尹、御史中丞高集之子。唐德宗貞元十二年（796年），進士及第，調補秘書省正字。大和初年，任侍御史。改中書舍人。鄭注被任命為翰林侍講學士，由高元裕撰寫詔書，敘述鄭注因醫藥精湛，得以侍奉君王，認為鄭注不應任翰林學士，而被鄭注所忌。大和九年（835年），李宗閔獲罪南遷，高元裕出城餞別，被鄭注檢舉。開成二年（837年）五月，貶閬州刺史。開成三年（838年）復召為諫議大夫、翰林侍講學士，兼太子賓客。開成四年（839年），任御史中丞。唐武宗時，擔任京兆尹，歷左散騎常侍，遷兵部侍郎，轉尚書左丞。會昌五年（845年），為宣州刺史、宣歙觀察使。大中元年（847年），改任刑部尚書。大中二年（848年），為山南東道節度使。官至吏部尚書。高元裕為官清廉，生活儉約，通儒術，性格耿直不懼權貴。大中四年（850年）去世。
其子高璩在唐懿宗時曾任宰相。

## 延伸阅读
[在维基数据编辑]
 《舊唐書·卷171》，出自刘昫《舊唐書》
 《新唐書/卷177》，出自《新唐書》